# 塞琉古一世
塞琉古一世（勝利者），或譯為塞流息得一世、塞流卡斯一世（約前358年—前281年），他起初是亞歷山大大帝的軍官，亞歷山大逝世後成為繼業者之一，在繼業者戰爭中塞琉古占領亞歷山大帝國東部的領土，並自立為國王，建立塞琉古帝國，領土包含美索不達米亞、波斯、小亞細亞一帶。他所開創的國家從亞歷山大帝國崩潰直到羅馬併吞為止，共249年之久。塞琉古一世的稱號，即「勝利者」。
在亞歷山大大帝逝世後，塞琉古於前320年被任命為巴比倫總督，之後另一位繼業者安提柯迫使塞琉古逃離他的領地巴比倫，他只好尋求埃及總督托勒密幫助，並於前311年重返巴比倫。塞琉古在之後的幾年內征服原先亞歷山大帝國的東部行省份如波斯、米底亞等，並與新興的印度孔雀王朝結盟。塞琉古於前305年正式使用國王頭銜，定都於美索不達米亞的塞琉西亞，實際建立了獨立的帝國。前301年，塞琉古一世聯同利西馬科斯在伊普蘇斯戰役打敗安提柯一世，前281年又於庫魯佩迪安戰役擊敗利西馬科斯，正當準備入主馬其頓時，塞琉古一世遭到托勒密·克勞諾斯刺殺。他的王位由其子安條克一世繼承。
塞琉古一世相當熱衷於東方建立城市，並招納許多馬其頓和希臘人前來殖民，他所建立的城市以安條克和塞琉西亞最為知名。

## 出身

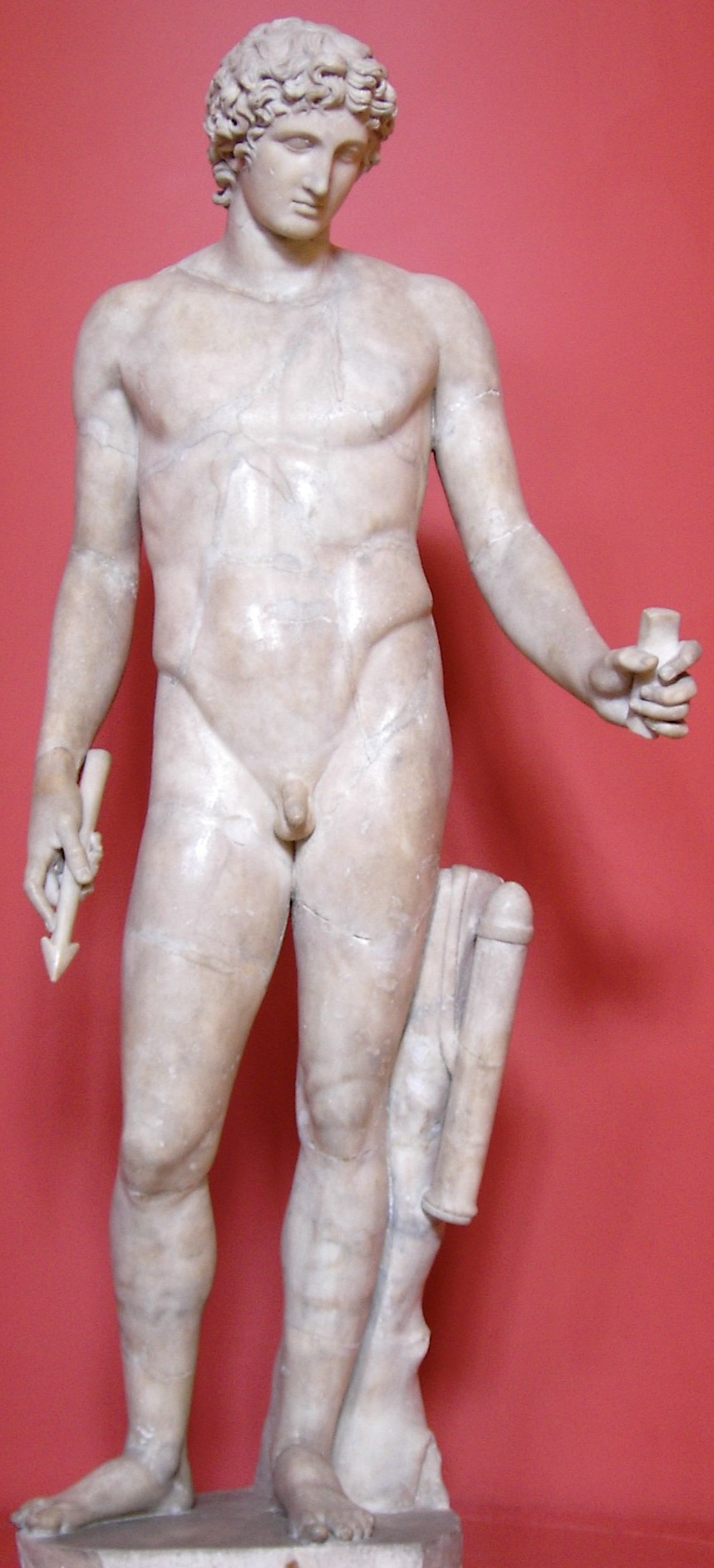
希臘的太陽神阿波羅塑像，傳說塞琉古是阿波羅之子

塞琉古是上馬其頓奧勒提斯的貴族安條克之子，古羅馬歷史學家查士丁（Junianus Justinus）宣稱安條克是馬其頓腓力二世的將軍，然而並沒有其他任何史料支持這個論點，也沒有其他資料說明安條克在腓力二世麾下做了什麼，但塞琉古青少年時，他被挑選入國王的侍從中，這在當時是所有的高階貴族男孩首先擔任的職位，之後才會晉身為王國軍隊的軍官。因此塞琉古的父親必定有一定的地位，加上在腓力二世時，幾乎所有貴族都要在軍中服役，因此安條克很可能是腓力二世手下的軍官。而塞琉古的母親叫做勞迪絲，但除此之外對她一無所知。之後塞琉古建造許多城市並以他們父母的名字命名。
就像是亞歷山大大帝有許多傳說般，也有一些傳說有關塞琉古一世。傳說在塞琉古出發跟隨亞歷山大帝遠征波斯之時，他的母親勞迪絲告訴他真正的父親其實是太陽神阿波羅，夢中阿波羅給了勞迪絲一個刻著船錨圖形的戒指，夢醒後也在床上找到的這個戒指。之後塞琉古誕生時，塞琉古也有一個船錨似的胎記，而且據說塞琉古的後代子孫也有這個胎記。這個故事實在太像亞歷山大出生的傳說，很可能是塞琉古一世捏造了這個故事，並用來宣傳，來說服當時的人他是亞歷山大真正的繼業者。
塞琉古何年出生不是很確定，查士丁說塞琉古在庫魯佩迪安戰役時已經77歲了，故可推論塞琉古在前358年誕生。但阿庇安卻說當時塞琉古是73歲，這樣子塞琉古的出生年份就是前354年。然而該撒利亞的優西比烏提到那時塞琉古應是75歲，所以應該是前356年，但這跟亞歷山大大帝同年出生，很可能是日後塞琉古用來表示自己是另一個亞歷山大的宣傳。
約翰·馬拉拉斯（John Malalas）說塞琉古一世有一個姊妹叫做狄迪墨婭，她分別有兩個兒子稱為尼卡諾爾和尼科美德。但約翰·馬拉拉斯這些記載相當不可靠，很可能是杜撰的，狄迪墨婭這個名字很可能是以米利都附近的狄迪瑪（Didyma）而來，當地有個很大的阿波羅神廟。塞琉古一世也被認為可能有一個叔叔托勒密，但非常不確定。
塞琉古出生在歐洲的馬其頓北部，如果以前358年為出生年份的話，在前一年潘諾尼亞人入侵這個區域，並遭到腓力二世擊敗，雖後幾年內腓力二世降服潘諾尼亞人並把他們納入馬其頓統治之下，因此塞琉古的成長環境局勢不是很穩定。

## 在亞歷山大大帝麾下
在前334年春天，塞琉古約是23歲的年輕人，他伴隨亞歷山大大帝遠征亞洲，並傳說塞琉古在米利都得到將會成為「國王」的神諭。在前327年後段準備入侵印度時，塞琉古已經當上馬其頓軍隊中國王步兵衛隊（即皇家持盾衛隊）的指揮官。當亞歷山大準備要渡過希達斯皮斯河時（今傑赫勒姆河），與亞歷山大本人搭同艘船的有塞琉古、托勒密、利西馬科斯和佩爾狄卡斯。隨後在與印度與印度波羅斯的希達斯皮斯河戰役中，塞琉古率領他所屬的部隊與其他步兵組成戰線，一同對抗敵軍的步兵和戰象，然而沒有記載塞琉古在戰役中執行什麼任務。塞琉古在遠征中幾乎沒有獨立率領分隊作戰，不像是亞歷山大其它將軍如克拉特魯斯、赫費斯提翁、培松、列昂納托斯等人經常率領分隊作戰，因為塞琉古所指揮的皇家持盾衛隊是國王的步兵衛隊，需要保衛國王平時和戰時的安危。

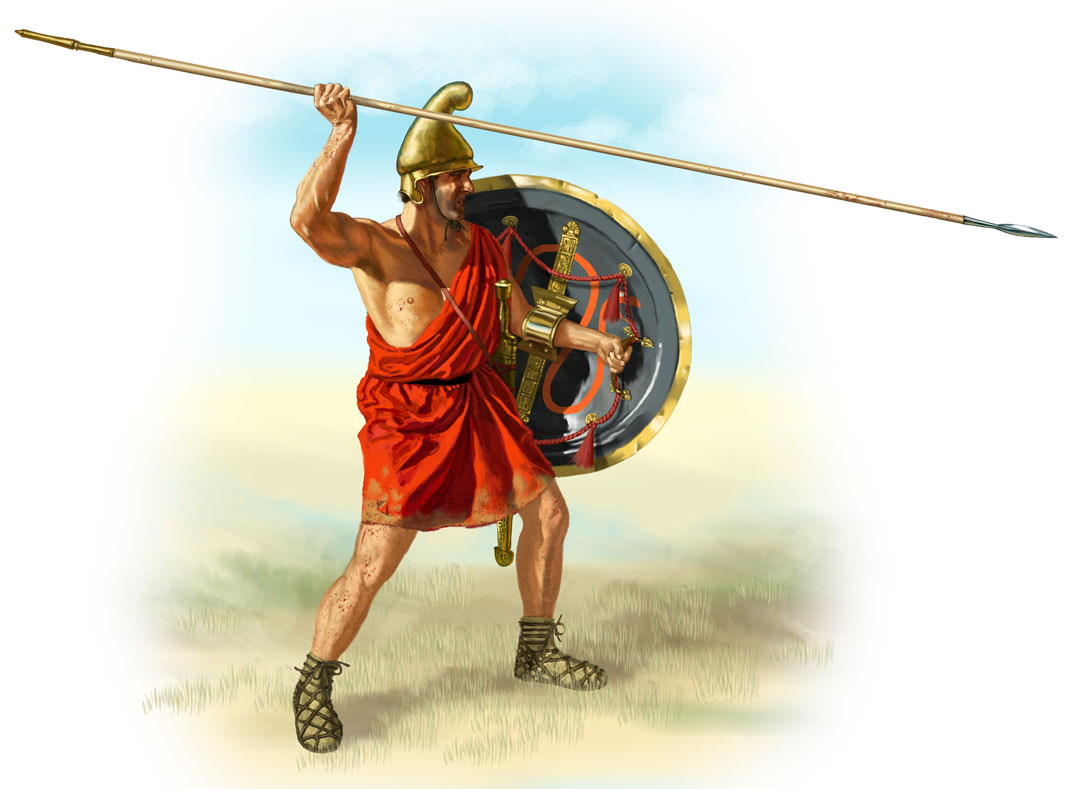
塞琉古在入侵印度期間統帥皇家持盾衛隊。

塞琉古在遠征中盡職的表現，在前324年春天的蘇薩集體婚禮中，亞歷山大把巴克特利亞貴族斯皮塔米尼斯的女兒阿帕瑪許配給塞琉古，同時亞歷山大自己迎娶大流士三世的女兒斯妲特拉二世外，同時還娶了波斯阿爾塔薛西斯三世的小女兒帕瑞薩娣絲二世。塞琉古相當愛他的妻子，在亞歷山大大帝逝世後，當初大部分在蘇薩婚禮中迎娶東方妻子的馬其頓顯貴紛紛拋棄她們，但塞琉古依舊與阿帕瑪在一起。他們可能在結婚之後一或兩年後生下長子安條克一世，之後還生了兩個女兒分別叫做勞迪絲和阿帕瑪。塞琉古和妻子阿帕瑪關係相當良好，之後塞琉古登上國王後也沒有再娶，直到晚年因政治需求才娶了第二任妻子斯特拉托妮可。
據阿利安記載，當亞歷山大大帝乘船遨遊巴比倫附近的湖沼時，一陣疾風把他象徵王權的頭帶吹走，頭帶因此被吹到岸上的蘆葦上，這時傳說是塞琉古跳下水把頭帶撿起，並擔心把頭帶沾濕，就把它纏在自己頭上自己游了回來，因此並有人說這象徵亞歷山大把帝國給了塞琉古。但這故事中關於拾起頭帶的人是誰眾說紛紛，阿利安同時也敘說拾起頭帶的人應該只是個普通的水手。在亞歷山大逝世前夕，亞歷山大本人病狀相當嚴重，甚至不太能說話了，塞琉古和其他夥友相當無助，甚至向塞拉皮斯神廟祈求，願神能治療亞歷山大的病。

## 佩爾狄卡斯的副手
亞歷山大大帝在沒有指定繼承人的狀況下，於前323年六月的巴比倫去世。他的將軍佩爾狄卡斯成為帝國攝政，而亞歷山大同父異母且心智上有殘缺的哥哥阿里達烏斯繼任國王，即腓力三世。不久亞歷山大大帝的遺腹子在出生後同樣也被擁立為國王，並繼承他父親的名字，是亞歷山大四世。然而在巴比倫分封協議中，亞歷山大的將軍們對於這個龐大的马其顿帝國職位進行瓜分和分配，此時塞琉古的位階還稱不上軍中一等大員，無法如同托勒密分到埃及、利西馬科斯分到色雷斯、安提柯分到弗里吉亞和安提帕特分到馬其頓等一般可擁有自己的領地統管一方，像塞琉古這種二等位階只能從攝政佩爾狄卡斯下擔當職位，聽命於帝國攝政佩爾狄卡斯。塞琉古被佩爾狄卡斯授予輔政大臣（chiliarch），這職位是亞歷山大所創，用來分擔國王處理龐大帝國的一些事務，然而這職位掌管的權力很大，亞歷山大病逝前夕是佩爾狄卡斯掌管。但佩爾狄卡斯已是攝政，是帝國的實際統治者，便授予這職位給塞琉古。
隨者佩爾狄卡斯步步擴大他的權勢，還企圖與亞歷山大大帝的妹妹克麗奧佩脫拉結婚來穩固自身地位，各繼業者對佩爾狄卡斯產生猜忌且內心各懷鬼胎。當佩爾狄卡斯命人把亞歷山大的遺體運回馬其頓皇家陵墓安葬的途中，托勒密把遺體奪去並運到埃及，佩爾狄卡斯立即率領軍隊對托勒密進行討伐，因此第一次繼業者戰爭爆發。當佩爾狄卡斯進軍至尼羅河三角洲的支流時，接連渡河失利，加上托勒密策動佩爾狄卡斯軍中的培松、安提貞尼斯等人刺殺佩爾狄卡斯，結束了戰事，而科爾奈利烏斯·奈波斯（Cornelius Nepos）提到塞琉古可能也參予這次密謀。

## 成为巴比倫總督

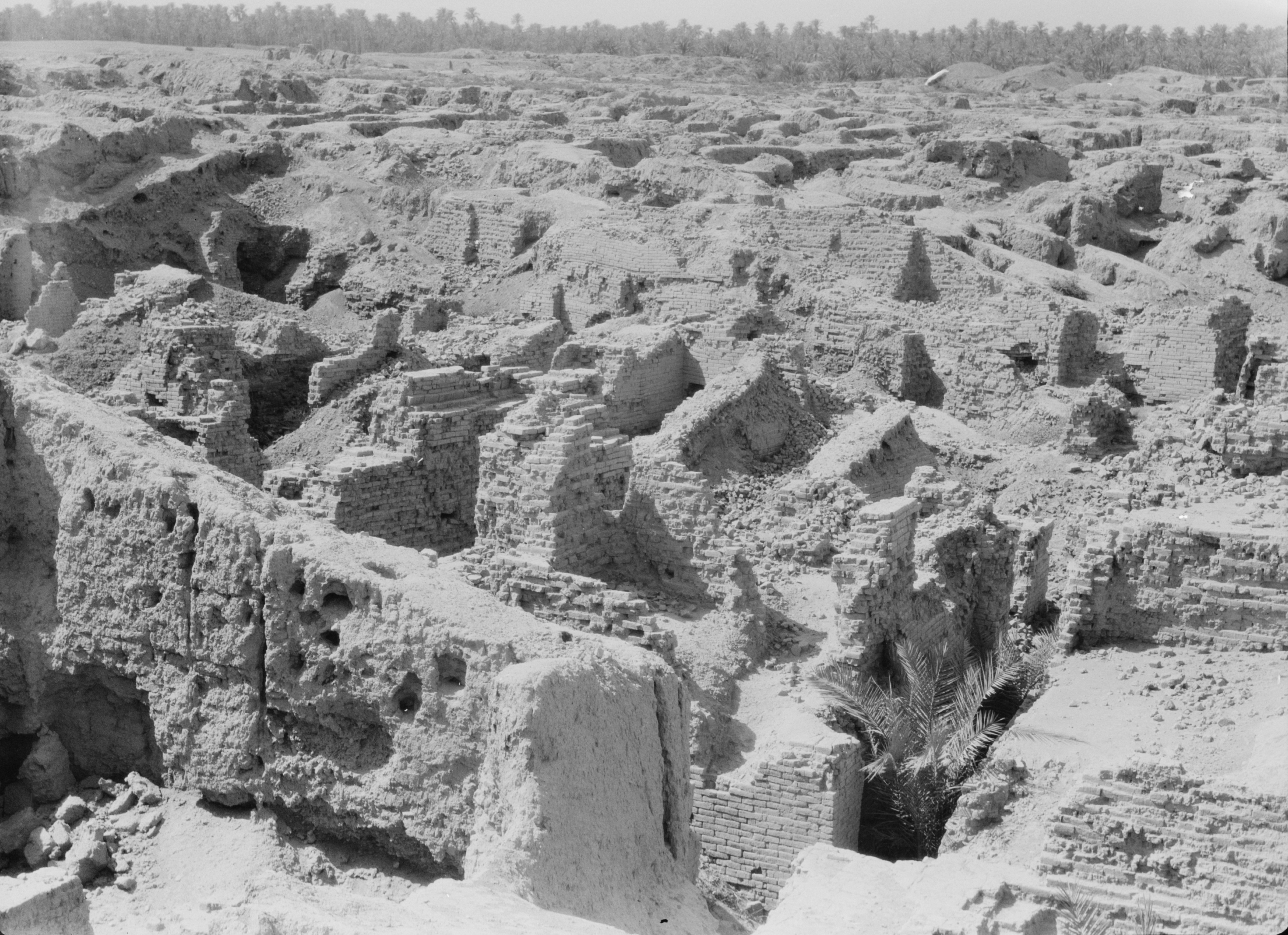
1932年的巴比倫遺址

在佩爾狄卡斯死後，安提帕特為最有權勢的人物，並成為帝國攝政。先前在第一次繼業者之戰中聯合起來對抗佩爾狄卡斯的各將軍們，再一次對马其顿帝國領土進行分配，即前320年的特里帕拉迪蘇斯分封協議。而此時聚集在特里帕拉迪蘇斯的士兵鼓譟起來，計畫謀殺他們的長官安提帕特，而塞琉古和安提柯前去處理這次事件避免慘劇發生。在特里帕拉迪蘇斯分封協議中，塞琉古因背離佩爾狄卡斯而得到了獎賞，可能在安提柯的提議下，塞琉古獲得富饒的巴比倫尼亚總督職位，巴比伦尼亚是帝國最富有的行省之一，然而他的駐軍實力相當微薄，很可能安提帕特把東方各行省的軍力減弱些，以確保那裏的單一總督實力無法超過其它人。另外同樣在埃及背叛佩爾狄卡斯的安提貞尼斯也被任命為埃蘭總督。
先前在亞歷山大大帝逝世時，佩拉的阿昌是巴比倫總督。在佩爾狄卡斯時期，佩爾狄卡斯可能懷疑阿昌與托勒密有所勾結，因此佩爾狄卡斯在遠征托勒密時派遣多喀摩斯（Docimus）率領一小支部隊接替阿昌的職位。阿昌與多喀摩斯隨後發生戰鬥，最終以阿昌敗亡作收。儘管塞琉古在佩爾狄卡斯死後獲得巴比倫尼亚總督的職稱，但這只不過是名義上，而非實質上的總督。多喀摩斯不太可能輕易交出領地，雖然沒有西方史料記載這個始末，但據《巴比倫編年史》透露在前320年10或11月間，在巴比倫城內或附近有一些重要建築物被焚毀，而特里帕拉迪蘇斯會議結束在前320年的夏天，很可能塞琉古之後率軍來奪取他的領地，然而最終多喀摩斯可能逃走了，因為他在之後還於歷史中出現。
不久之後，帝國於前318年再度陷入動盪。在帝國東部野心勃勃的米底亞總督培松進攻鄰近帕提亞行省，並殺了當地總督腓力，並任命培松的兄弟歐德摩斯為帕提亞新總督，這舉造成其他帝國東方總督準備聯合起來對附培松。而帝國西部安提柯和歐邁尼斯之間的戰爭執續進行，歐邁尼斯是先前属于佩爾狄卡斯陣營，在佩爾狄卡斯去世後，許多佩爾狄卡斯的部下都紛紛加入歐邁尼斯，包含先前的巴比倫總督多喀摩斯，而安提柯受命負責消滅這些餘黨。另一方面，目前塞琉古面臨的困難是巴比倫尼亚當地問題，當地住民曾經在阿昌與多喀摩斯戰爭期間多支持多喀摩斯，對現在新任總督塞琉古忠誠不足，加上當地祭司擁有很大的影響力，而巴比倫又有不少的馬其頓和希臘老兵，他們都曾經是亞歷山大的軍隊，這時候這些老兵都相當自大且不馴，因此塞琉古必須花一些時間處理這些問題，像是用金錢和禮物來對祭司們示好等等。

### 第二次繼業者戰爭

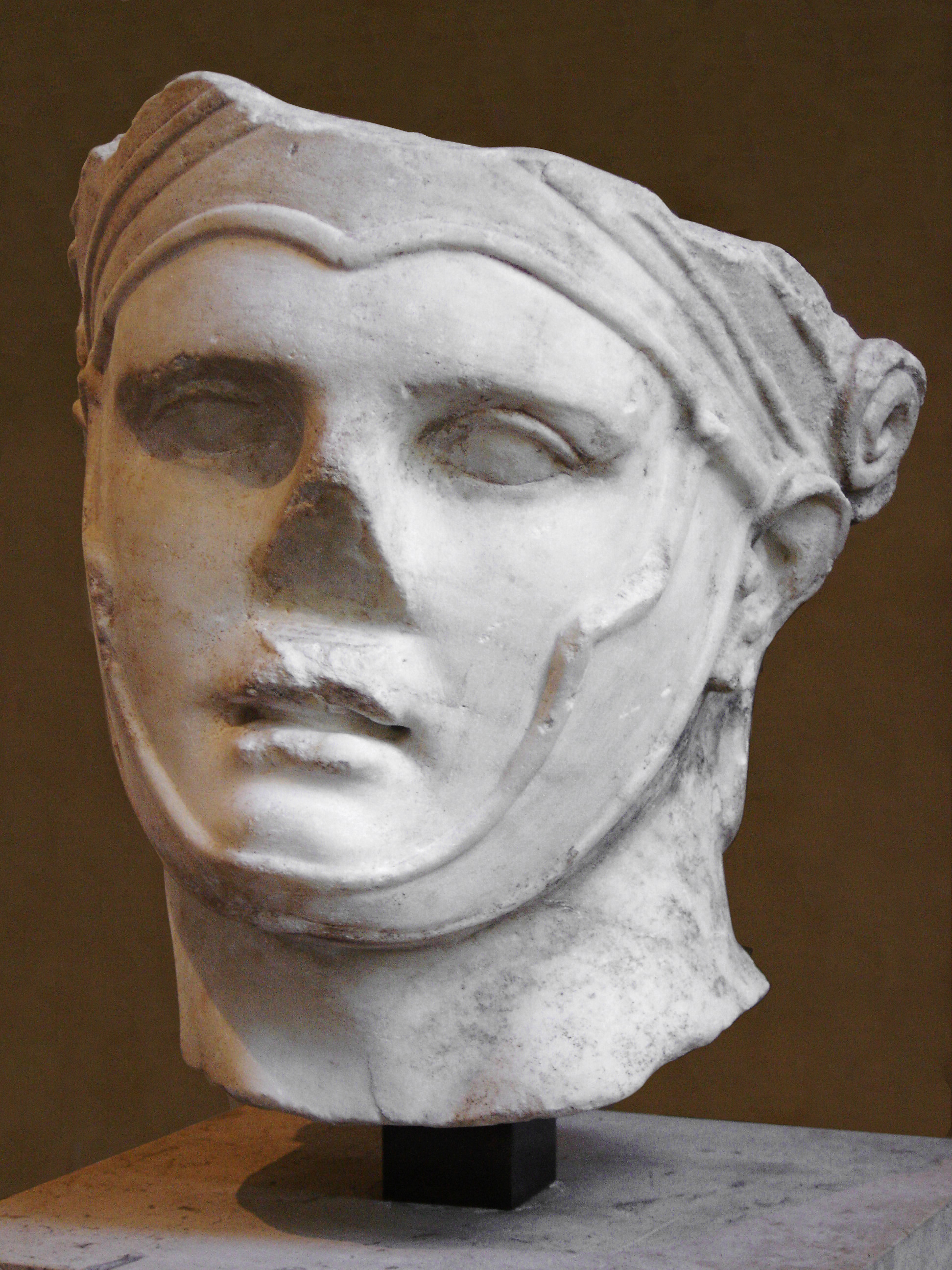
塞琉古一世的塑像

在前319年帝國攝政安提帕特去世後，米底亞總督培松開始擴大他的勢力，培松可能組建一支超過20,000名的大軍，並奪取了帕提亞行省。東部的總督們在波斯總督樸塞斯塔斯領導下聚集起來，率領軍隊朝培松進攻。並在帕提亞擊敗培松軍，迫使培松退回米底亞，然反培松聯合軍並沒有繼續追擊，而是返回蘇錫安那（Susiana）。
此時在帝國西部安提柯和歐邁尼斯之間的戰場逐漸往東部轉移，當歐邁尼斯和他的軍隊到達奇里乞亞後，蘇薩總督兼任銀盾兵統帥安提貞尼斯奉新任帝國攝政波利伯孔之命加入歐邁尼斯軍，並在安提柯到達前往帝國東部撤退。塞琉古對目前的情勢很難抉擇，歐邁尼斯軍此時於巴比倫北方往東撤離，安提柯率領相當龐大的軍隊在後追趕，而遭受重擊的培松在米底亞，反培松聯合軍停留在東方的蘇錫安那（埃兰）。
最後塞琉古決定在站在安提柯方，前318年秋季或冬季失去大部分軍隊的培松來到巴比倫，但塞琉古手頭上的部隊也不多，前318年歐邁尼斯決定入侵塞琉古的領地前往蘇薩與反培松聯合軍會合，在那裡東部行省的總督們已經承認皇家的命令，決定與反叛的安提柯開戰。當歐邁尼斯率領他的軍隊進軍距巴比倫城300斯泰德（約5700公尺）遠的地點，企圖在那裡渡過底格里斯河。塞琉古也展開反制來阻止歐邁尼斯軍，他派遣兩艘三列槳座戰船和一些小船去防禦河道，並向安提柯通報盡速來援，因為塞琉古軍力不夠的關係，這些措施沒甚麼效果。塞琉古甚至還掘開底格里斯河的堤防，但洪水也無法困住歐邁尼斯軍 。
在前317年春天，安提柯與塞琉古、培松會合後，繼續進軍至蘇錫安那的蘇薩。安提柯在蘇錫安那遭到一些損失，他被迫朝米底亞進軍以利修整。安提柯留下塞琉古和一小支部隊於蘇薩，除了奪下當地未投降的敵軍要塞外，還要防衛歐邁尼斯軍再度入侵美索不達米亞，安提柯便暫時離開去過冬了。這時也在過冬的歐邁尼斯和他的盟友們之間發生嫌隙，因此阿拉霍西亞總督西比爾提亞斯（Sibyrtius）被迫逃離歐邁尼斯軍回到自己的領地。緊接著來年，安提柯和歐邁尼斯兩軍開始繼續戰事，並發生了兩場未決定勝負的戰役，即帕萊塔西奈戰役和伽比埃奈戰役，戰後歐邁尼斯因銀盾兵倒戈而落入安提柯手中，隨後被處死，結束了第二次繼業者戰爭。

### 逃往埃及
在結束戰爭後的前317年冬季安提柯軍停留在米底過冬，而培松在戰爭勝利後奪回自己的領地米底。此刻培松對於權位的慾望再度誘發他策動密謀，他試圖鼓動一部分的安提柯的軍隊叛變並加入他這一方。但這陰謀被安提柯所查覺並處死了培松。隨後安提柯朝波斯波利斯進軍，並把波斯總督樸塞斯塔斯處死，因為樸塞斯塔斯在波斯當地太有權勢，很可能日後會成為安提柯的潛在敵人。之後安提柯回到了塞琉古所在的巴比倫，塞琉古起初對於安提柯的到來熱情接待，但兩者的關係很快降至冰點，因為塞琉古在未問過安提柯的許可下就處罰了安提柯的軍官，安提柯對此相當氣憤並要求塞琉古向他貢獻行省的收入，但遭到明確拒絕。之後塞琉古擔憂安提柯會對自身不利，連忙帶著50個親近的侍從逃往埃及。傳說當時迦勒底人的占星家向安提柯預言，說塞琉古將會成為亞洲的主宰，並且會殺掉安提柯，安提柯聽到這消息立即派兵士前去追趕塞琉古。塞琉古先逃離美索不達米亞後，接著轉往敘利亞方向。而安提柯後來把新任美索不達米亞總督布利托（Blitor）處決，因為他曾幫助塞琉古逃亡。

## 托勒密的艦隊司令

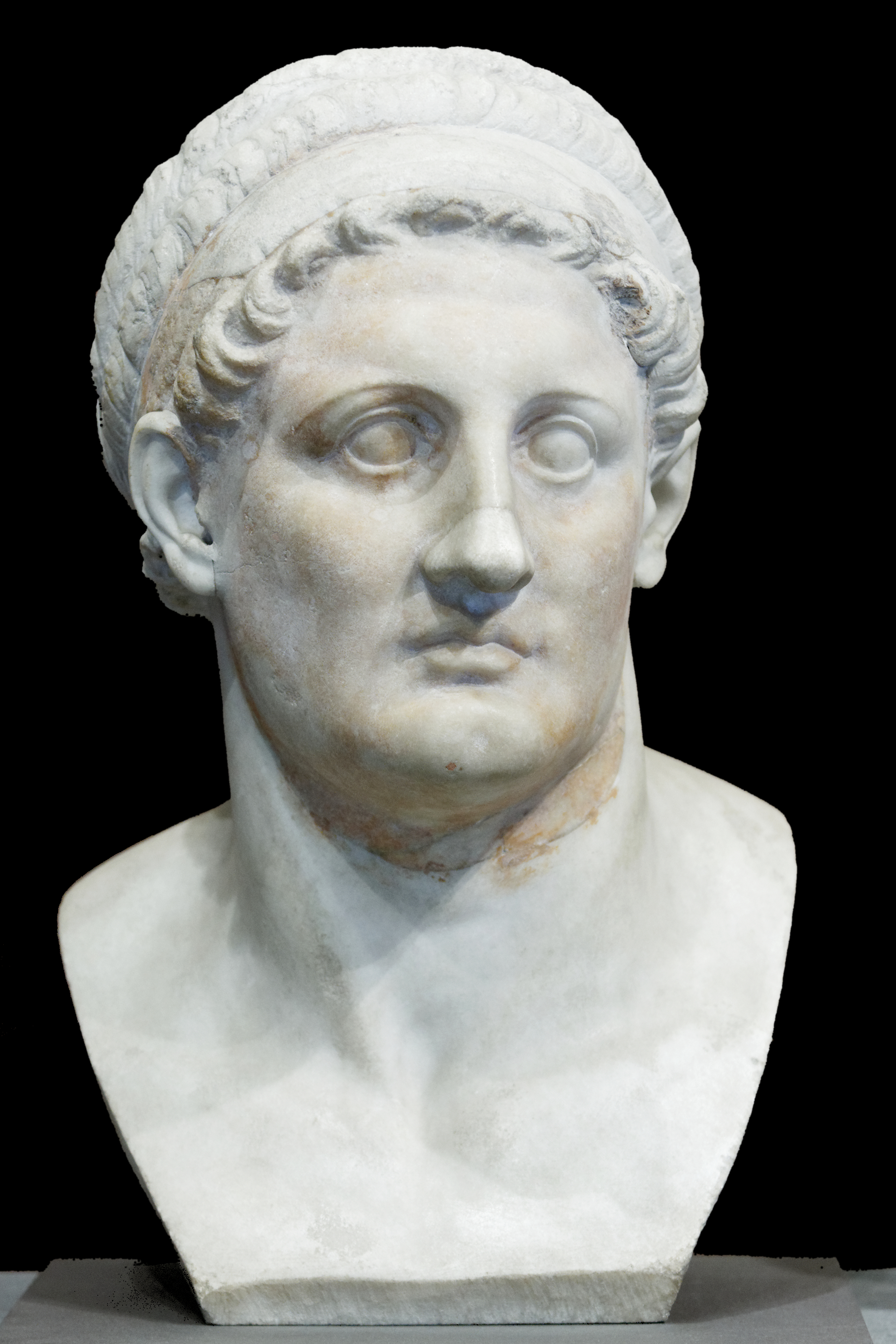
托勒密一世，他原是亞歷山大大帝的軍官，後被任命為埃及總督。托勒密最終自立為國王，建立托勒密王國。

在逃到托勒密的埃及後，塞琉古派他的朋友前往希臘卡山德和色雷斯的利西馬科斯控訴安提柯的行為，加上現在安提柯無可質疑地控制著帝國在亞洲的領土，是最為強大的繼業者，他的實力實在過於壯大，其它的繼業者再也無法對安提柯進行容忍。因此卡山德、利西馬科斯、托勒密聯合起來，要求安提柯歸還塞琉古的巴比倫領地，但遭到安提柯拒絕，戰爭因此爆發。安提柯開始前往敘利亞，前315年春天首先把矛頭對準托勒密，並對泰爾的托勒密駐軍展開包圍。
在這次戰爭中安提柯與海軍強國羅德島結盟，羅德島位於東地中海到愛琴海關鍵戰略位置上，它的海軍存在讓反安提柯聯合軍無法有效利用軍力。有鑑於羅德島艦隊的威脅，托勒密派遣塞琉古率領一支百艘船隻的艦隊駛往愛琴海，然而這支艦隊相對於羅德島艦隊實在大過微弱，但已經可以支援托勒密的盟友卡里亞總督阿桑德。為了展現艦隊的實力，塞琉古入侵了埃利色雷（Erythrai），但安提柯的侄子，另一個托勒密率軍前來攻擊塞琉古，塞琉古的艦隊不得不撤退。而在埃及的托勒密想趁著安提柯在圍攻泰爾曠日廢時下，先行進攻賽普勒斯，於是派遣他的兄弟墨涅拉俄斯與雅典的密爾米頓領著10,000僱傭軍進前去與塞琉古的艦隊會合，墨涅拉俄斯和塞琉古接著向島上的基提翁展開圍城，最終墨涅拉俄斯軍掌控了賽普勒斯。
安提柯在攻陷泰爾城後，把新建的船艦和俘虜的泰爾海軍編成一支艦隊送往愛琴海支援，並親自帶領陸上部隊前往小亞細亞攻擊阿桑德，留下兒子德米特里留守敘利亞。前312年，埃及的托勒密率領一支大軍企圖入侵防備虛弱的敘利亞，在加薩戰役擊敗德米特里，這場戰役塞琉古可能也有參戰。而安提柯先前任命的巴比倫總督培松在這場戰役陣亡，這讓塞琉古有機會趁著在巴比倫局勢不穩定下重新奪回他的領地，並認為當地民心會向著他這邊。
在加薩戰役後德米特里退回的黎波里，而托勒密軍前進至西頓。托勒密給塞琉古800名步兵和200名騎兵，加上先前塞琉古從巴比倫一起逃出來的50多名侍從和朋友，準備返回巴比倫。在回巴比倫的路上，塞琉古沿路收編駐軍，當到達巴比倫城時他已擁有3,000名士兵，城內的居民紛紛前來迎接並表示願意效忠於他，連巴比倫一部分守軍也加入塞琉古的軍隊。而前總督培松所留守的指揮官狄菲鲁斯（Diphilus），率領效忠安提柯的軍隊退守到內城要塞據守，然而塞琉古很快就攻陷這座要塞，占領了全城。最初有些塞琉古的朋友因來不及逃離巴比倫，而被捕入獄，現在也被釋放出來。返回巴比倫這一年，前311年，之後的塞琉古王室認為是建立塞琉古帝國的標誌，並以這一年作為塞琉古紀年的開端。

## 勝利者塞琉古

### 征服東方各行省

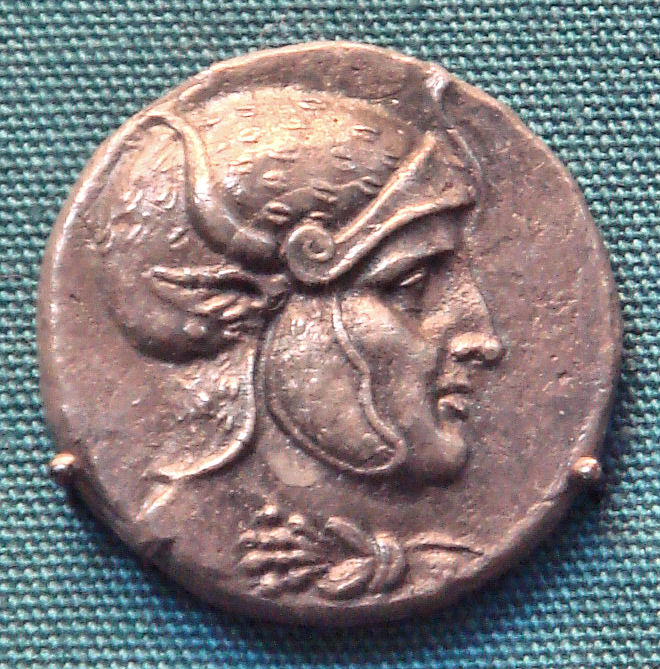
塞琉古一世的錢幣.

得知塞琉古返回巴比倫後，安提柯方負責統管所有東部行省的米底亞總督尼卡諾爾，與阿利亞總督厄瓦戈拉斯（Euagoras）於同年的九月率領17,000名士兵前來對付塞琉古。而此時塞琉古僅有不到4,000名兵力，很明顯塞琉古軍數量太少而無法在正規戰對抗。於是塞琉古決定在底格里斯河邊附近的沼澤地埋伏，當尼卡諾爾和厄瓦戈拉斯率軍駐紮附近且毫無防備之時，塞琉古趁機發動夜襲，尼卡諾爾和厄瓦戈拉斯的討伐軍頓時大亂。厄瓦戈拉斯在夜襲發動不久就在戰場上喪命，尼卡諾爾和少許人馬被迫與大隊分離，厄瓦戈拉斯陣亡的消息蔓延整個討伐軍中，大批討伐軍士兵們因此倒戈加入塞琉古軍，讓塞琉古幾乎收編了整個討伐軍，在這種情況下尼卡諾爾帶著少許人馬逃離戰場，並寫信向安提柯求救。 
雖然塞琉古目前約有20,000名士兵，但仍不夠抵抗安提柯的主力大軍，也無法確保安提柯何時將會對他展開反擊。另一方面，因為這場戰役關係東部至少兩個行省陷入無總督的狀態，其中剛收編的士兵中大多數是來自這些行省，尤其原來在厄瓦戈拉斯軍中的士兵許多是波斯裔的，或許軍中還有一些是原來在歐邁尼斯帳下，他們都很有理由厭惡安提柯，塞琉古決定要好好利用這些處境。
塞琉古留下一部分守軍後，開始向東部行省進軍。自從塞琉古在奪回巴比倫尼亞後，他的政策越來越趨向侵略性。在擊敗尼卡諾爾的軍隊後，幾乎東方已經沒有塞琉古的敵手了，塞琉古在短短的時間內捲襲了米底亞和蘇錫安那，西西里的狄奧多羅斯記載塞琉古征服鄰近的地區，可能包含波斯、阿利亞或帕提亞。塞琉古並沒有繼續進軍至巴克特利亞和粟特，因為巴克特利亞總督斯塔桑諾（Stasanor）在這場戰爭中始終保持中立。不太清楚塞琉古如何安排和管理剛征服的地区，法律上這應該是帝國攝政波利伯孔的權限，但現在攝政只是的頭銜而已。在短短半年間，塞琉古已經幾乎擁有亚细亚的大部分的領土，並接受了“Νικάτωρ”即“勝利者”的尊號。他寫信給托勒密和他的其他朋友，告訴他們現在他已經無愧於神諭中所獲得的國王稱號了。
另外塞琉古讓一些故事在他掌控的行省中和士兵中散佈，來博取他們對自己的尊崇和忠誠，其中記載塞琉古透露他在夢中看見亚历山大三世站在自己身邊。這個故事很像歐邁尼斯拿來博取銀盾兵效忠的手法。加上塞琉古是個馬其頓人，相當容易就能得到軍中馬其頓士兵的效忠，這一成果是希臘人的歐邁尼斯無法輕易達到的。另外在之後的伊普蘇斯戰役中，傳說塞琉古所在的同盟軍因為決定以亞歷山大為戰前的口號，讓安提柯一世的兒子德米特里一世在夢中遭到亞歷山大背棄，而失去這場戰役。

### 安提柯的對應
聽聞塞琉古反攻巴比倫的消息，安提柯派遣他的兒子德米特里帶著15,000名步兵和4,000名騎兵前去對付。安提柯此時可能認為塞琉古僅占有巴比倫尼亞一行省而已，或者尼卡諾爾的求救信沒告訴他塞琉古的部隊至少有20,000名，似乎各勢力都不太清楚尼卡諾爾在底格里斯河畔的敗戰詳況，安提柯也不知道塞琉古征服了大部分的東部行省，或許安提柯不太關注帝國東部戰況。
當德米特里率軍進入巴比倫尼亞，塞琉古此時還在東方征途中，並讓帕特羅克勒斯（Patrocles）留守巴比倫城。巴比倫城附近的地形相當複雜，頗適合防守，有城市、河道、沼澤、人工湖和連通到底格里斯河的運河，另外巴比倫城位於幼發拉底河畔，幼發拉底河從城中貫穿流過，分成兩個城區，各個城區中央都有一座堅固的要塞，在這兩個要塞都有塞琉古的駐軍。此時大多數的市民都疏散到各地，甚至疏散到蘇薩去。前310年春季，德米特里進入巴比倫城後，開始對城內的要塞進行圍攻，其中一個內城要塞落入德米特里的手中，但另一個卻沒那麼好攻陷。無可奈何下德米特里留下5,000名步兵和1,000名騎兵繼續圍攻另一個要塞，自己返回敘利亞，對於德米特里撤軍的原因不太清楚，可能安提柯有給德米特里一個時間期限，期限到了德米特里必須返回，或是很可能要去救援哈利卡那索斯。對於德米特里留下的部隊古代沒有記載他們有何結果，可能持續與塞琉古軍爭奪巴比倫城，也可能被趕出這個城市。

### 巴比倫戰爭

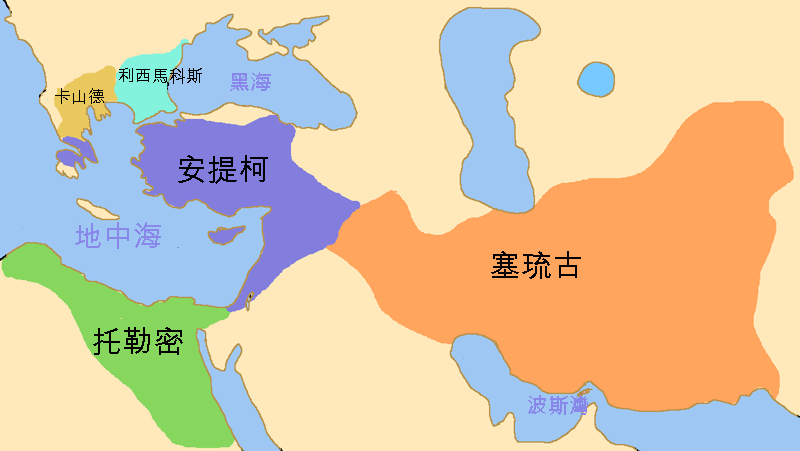
前305年，安提柯、托勒密、塞琉古、利西馬科斯及卡山德的王國。

早在前311年，安提柯就分別與卡山德、托勒密、利西馬科斯簽署和約，結束了第三次繼業者之戰，雖然之後斷斷續續與托勒密在愛琴海周圍有些衝突，但安提柯可以把精力好好對付塞琉古。前310年秋季，安提柯率軍進入巴比倫尼亞。安提柯擁有的全部軍力大概有80,000人，就算他把半數都留在西部來防止其他繼業者入侵的話，這次安提柯的大軍也有40,000人，遠遠超過塞琉古的兵力。為了彌補數量上的劣勢，塞琉古可能與附近當地一些怨恨安提柯的部族合作，那些部族在安提柯與歐邁尼斯戰爭期間遭到安提柯掠奪，另外塞琉古也可能受降了一些之前德米特里留下的部隊，總之當安提柯入侵巴比倫尼亞時，塞琉古的軍隊明顯多了許多。對安提柯而言，巴比倫的人民對自己相當有敵意，他需要分散一些部隊穩定占領地，相對塞琉古就不需要在其他地方駐紮太多軍隊。
對於塞琉古和安提柯的作戰過程不太清楚，僅能從解讀《巴比倫編年史》這份楔形文字泥板的斷片殘語，來獲得一些初步資訊。然而這份泥板有關前310年的記錄毀損相當嚴重，難以辨認，很有可能安提柯占領巴比倫城一段時間，但不太確定。前309年的泥板記錄中，安提柯可能被逐出巴比倫，並對巴比倫鄰近地區進行掠奪。差不多同時，埃及的托勒密也對安提柯的奇里乞亞發動突襲，打亂了安提柯的布局。
對於最終塞琉古如何在決定性戰役擊敗安提柯的情形也不了解，這場戰役僅在波利艾努斯（Polyaenus）的《戰爭中的詭計》（Stratagems in War）提起，
|  | 在塞琉古和安提柯兩軍對決的戰役中，直到天逐漸黑了也還沒分出勝負，對雙方而言最好明日在來繼續作戰。但安提柯的士兵們晚上卸下盔甲休息，反觀塞琉古命令士兵們在吃飯時也身著鎧甲，並維持戰鬥序列入眠。在第二天才破曉，塞琉古軍就立即向安提柯軍進攻，安提柯的士兵還尚未武裝準備好，在完全混亂下很快遭到擊敗，把勝利拱手交給對方 |

然而對於這些記載的正確性有些疑慮，畢竟安提柯算是沙場老將，不至於會沒有任何警備。最後巴比倫戰爭戰爭以塞琉古勝利坐收，安提柯遭到逐出。戰後雙方開始沿著邊界建造要塞，安提柯沿著拜利赫河（Balikh）建造一系列的要塞，而塞琉古也造了一些要塞，其中包含杜拉-歐羅普斯〔Dura Europos〕和尼西比斯（Nisibis）。

### 塞琉西亞
大約在前305年或在前307年，塞琉古在底格里斯河畔建造一座城市，並命名為塞琉西亞，如同當時其它繼業者卡山德、利西馬科斯、安提柯一般，都以自己的名字為新城市命名。塞琉古準備將塞琉西亞作為以後的統治中心，同時也把巴比倫的鑄幣廠搬移到新城市，巴比倫城的重要性逐漸遞減，並落於塞琉西亞之下。而在塞琉古的兒子安條克一世期間，在前275年時把巴比倫城的全部人口移到這座希臘化都市。在希臘化時代，塞琉西亞一直是當地重要的政治、貿易、文化中心，是當時世界級大城市之一，只有羅馬、亞歷山卓和安條克可以相提並論。這座城市一直到165年才被羅馬軍隊摧毀。 
流傳一個關於塞琉古建造這座城市的故事，傳說當時塞琉古問巴比倫的祭司哪一天是新城市動工的良辰吉時，巴比倫的祭司雖然知道哪一天動工較合適，但卻給了一個錯誤的日期，並期盼新城市建造失敗。當吉日到來那天，塞琉古的士兵們卻自發地開始建造新城市，之後塞琉古審問巴比倫的祭司這件事，他們才供認一切。

## 正式稱王
原先卡山德先前謀害了國王腓力三世及其王后歐律狄刻和亞歷山大大帝的母親奧林匹亞絲，之後更秘密殺了年輕的國王亞歷山大四世，至此阿吉德王朝滅絕。前306年，亞歷山大大帝的兒子亞歷山大四世的死訊被公佈出來。同年，因為薩拉米斯海戰大勝的關係，安提柯一世與其子德米特里一世開始使用頭銜巴西琉斯（basileus），即國王。很快的其它繼業者托勒密一世、利西馬科斯，也開始為自己冠上巴西勒斯以示對抗.。同樣的塞琉古也使用這頭銜，正式建立塞琉古帝國。另外塞琉古也受東方總督們所支持，他們需要塞琉古的幫助來抗衡北方游牧民族和印度孔雀王朝，另外擁有波斯裔王后阿帕瑪也幫助塞琉古提高人民對他聲望。

### 和印度的旃陀羅笈多作戰
之後，塞琉古一世再一次把注意力集中到東方。前305年，塞琉古征服了巴克特利亞，讓邊界與印度相接。接著塞琉古進入印度河流域與新興的孔雀王朝旃陀羅笈多發生戰爭，古羅馬阿庇安記載：
|                           | 他（塞琉古一世）擁有美索不達米亞、亞美尼亞、部分卡帕多細亞、波西斯、巴克特利亞、阿拉伯、塔包利亞、粟特、阿拉霍西亞、希爾卡尼亞和亞歷山大大帝所降服的其他鄰近民族，甚至最遠到印度河一帶，如此一來他的帝國領土是亞歷山大以後亞洲最為廣大的，從弗里吉亞到印度的全部地區都屬於塞琉古。他橫越印度河與印度人的國王旃陀羅笈多交戰，旃陀羅笈多就居於河的對岸。最終雙方認可了對方的勢力範圍，並締結聯姻。 |
| ——阿庇安, 敘利亞戰爭史 55 | |

對於塞琉古一世這次在印度的活動很少有史料提起。當時旃陀羅笈多·孔雀建立印度孔雀王朝，並占領印度河河谷和亞歷山大大帝在最東方的其它地區，於是塞琉古一世開始展開遠征與旃陀羅笈多開戰，塞琉古渡過的印度河很可能就是傑赫勒姆河。對於雙方的戰鬥過程沒有史料詳細說明，可能旃陀羅笈多在戰場上擊敗了塞琉古，然而許多現代歷史學者也注意到塞琉古帝國軍費拮据，很可能因此讓塞琉古的作戰目標未達成。雙方最後在前303年簽署和約，和約中塞琉古把大片土地割給孔雀王朝來交換500頭戰象，根據斯特拉波記載：
|                      | 印度人佔據那些沿著印度河的周圍國度，而那些地方先前是屬於波斯帝國的，之後亞歷山大大帝從雅利安人手上奪來，並建立許多希臘殖民城市。但塞琉古一世把那些領土割給旃陀羅笈多·孔雀和聯姻來換取500頭戰象。 |
| ——斯特拉波 15.2.1(9) | |

這些戰象在日後塞琉古的戰場都起很大的作用（例如伊普蘇斯戰役），然而在20年後僅剩一頭戰象存活，很可能旃陀羅笈多給塞琉古的戰象都是較年長的。

### 割讓東部行省和聯姻
今日認為塞琉古所割讓的東方領土包含阿拉霍西亞、帕洛帕米薩達、甚至可能連阿利亞也在內。羅馬老普林尼提到有一些作家認為古代記載是過分誇大了塞琉古所割的土地，這主要是當時地理上對於「印度」定義不太一致所造成。然而阿利安在他的著作中提到麥加斯梯尼（Megasthenes）曾住過阿拉霍西亞總督西比爾提亞斯官邸，並與旃陀羅笈多見過面。並有一說當時阿拉霍西亞還是屬於塞琉古帝國統治。但現代學者認為塞琉古所割讓的土地差不多是今日的阿富汗、印度河以西的部分伊朗，考古學上的證據也支持這個論點，並直接顯示孔雀王朝在這些地區都有相當的影響力，如阿育王敕令的銘文就遠至阿富汗南部的坎大哈。
塞琉古帝國和孔雀王朝最後可能雙方聯姻，可能是旃陀羅笈多本人或是他兒子娶了塞琉古一世的女兒，可能透過希臘人和印度人的聯姻來認可對方的地位。另外除了聯姻認可或締結同盟外，塞琉古一世還派遣大使麥加斯梯尼駐於孔雀王朝在華氏城的宮廷，麥加斯梯尼也曾寫過有關印度旅程的著作，但大部分遺失了。羅馬老普林尼認為，透過塞琉古帝國在印度的許多使節，希臘人因此獲得許多有關北印度的知識。
這兩國的統治者似乎都相當遵守這個條約，古典文獻中記錄在簽訂條約後，旃陀羅笈多送了許多各式的禮物給塞琉古一世，其中包含春藥。
塞琉古一世在印度期間很明顯曾鑄過錢幣，有數種刻著他名字的錢幣是符合印度人的本位，並在印度鑄成。這些錢幣上刻著巴西琉斯，即國王之意，暗示它們是在前306年塞琉古稱王後才製成。還有一些塞琉古的錢幣中顯示塞琉古一世和他的兒子安條克一世都是國王，可推論至少是前293年以後鑄造的。而在之後沒有塞琉古帝國的錢幣在印度鑄造，可再一次確認這些領土都割給孔雀王朝了。另外，塞琉古可能在波斯灣和印度洋都建立海軍。

### 伊普蘇斯戰役

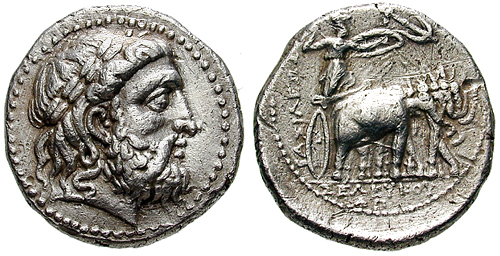
在塞琉西亞發現塞琉古一世的四德拉克馬銀幣。正面是宙斯頭像，反面是雅典娜。

前301年，塞琉古一世介入第四次繼業者之戰，並加入反安提柯聯軍。與安提柯一世最終戰役中，証明塞琉古一世從旃陀羅笈多取來的那些戰象相當有用，在伊普蘇斯戰役中卡山德、利西馬科斯和塞琉古聯軍成功擊敗了安提柯，安提柯在戰役中陣亡，其子德米特里一世遁走。戰役結束後，敘利亞被劃入塞琉古的管轄，雖然在當時敘利亞泛指托魯斯山脈到西奈這片區域，但托勒密一世已經佔據了巴勒斯坦和腓尼基等地。
在前299年時，為了因應托勒密和利西馬科斯的聯姻，塞琉古一世與希臘的德米特里一世結為盟友，並娶德米特里的女兒斯特拉托妮可作為第二任王后，斯特拉托妮可後來生下一個女兒，並以她的母親菲拉的名字，同樣命名為菲拉。
然而，塞琉古目前的實力無法進一步往西部來擴大疆土，主要原因是他手下的馬其頓裔、希臘裔士兵數量不足，在伊普蘇斯戰役中塞琉古的步兵還少於利西馬科斯所擁有的，而塞琉古軍隊的戰力主要是靠戰象和傳統的波斯騎兵。為了要擴大的他的軍隊兵源，塞琉古用許多優惠政策吸引希臘本土人民遷移過來，並在境內建造許多殖民城市，如塞琉西亞·佩里亞、敘利亞的勞迪基亞、奧龍特斯河畔安條克和奧龍特斯河畔阿帕米亞等等。其中奧龍特斯河畔安條克日後成為帝國主要的政府所在地，而塞琉西亞·佩里亞則為重要的地中海海軍基地和進入美索不達米的的門戶。另外塞琉古還建造許多小型的城市。
有一段對塞琉古的評語：「沒有哪一位希臘王公比塞琉古一世更熱衷於建立城市。他建造了9座塞琉西亞，16座安條克，和6座勞迪基亞。」

### 擊敗德米特里一世

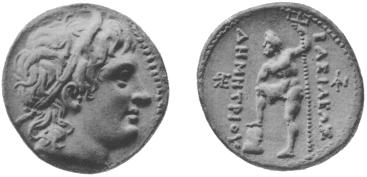
德米特里一世的錢幣，上面用希臘銘文：ΒΑΣΙΛΕΩΣ ΔΗΜΗΤΡΙΟΥ ，（國王德米特里的）.

塞琉古和德米特里的同盟關係僅維持到前294年，起因塞琉古意圖併吞德米特里治下的奇里乞亞，之後德米特里似乎放棄在亞洲的領地並轉戰希臘本土，成功控制雅典在內的好幾個希臘城邦，日後還入主馬其頓。
前293年，塞琉古的兒子安條克一世得了相思病並且病得相當嚴重，暗戀的對象竟是塞琉古的王后斯特拉托妮可，得知兒子的狀況後，塞琉古讓斯特拉托妮可和安條克成婚。同時塞琉古指定安條克為共同執政者，並且宣布安條克為帝國東部的國王，這顯示龐大的塞琉古帝國可能擁有雙政府。
在馬其頓的德米特里一世擊敗伊庇魯斯的皮洛士之後，開始大規模擴軍和興建龐大艦隊準備入侵亞洲，德米特里一世龐大的野心讓塞琉古、托勒密、利西馬科斯忐忑不安。他們立刻再度聯盟對抗德米特里，並趁者德米特里尚未完成他的擴軍計畫，夥同皮洛士入侵馬其頓。而此時德米特里軍中發生譁變，德米特里被迫退出馬其頓返回希臘，他在希臘決定孤注一擲入侵小亞細亞，德米特里一路攻破利西馬科斯的城市，還甩掉在後面的追兵，往亞美尼亞前進。
因為利西馬科斯之子阿加托克利斯率軍斷絕德米特里的糧食來源，德米特里軍因此陷入困境，加上軍中飢餓和瘟疫盛行，德米特里被迫讓殘軍轉進塞琉古的奇里乞亞。起初德米特里還想向塞琉古乞和，但塞琉古的幕僚帕特羅克勒斯認為放任德米特里軍進入奇里乞亞實在是太危險了，塞琉古因此否決了提議。德米特里被迫退到卡帕多細亞過冬，塞琉古在這段期間封鎖所有道隘，德米特里在缺乏物資補給的絕境下開始做最後掙扎，全力向塞琉古進攻。德米特里接連與塞琉古軍隊作戰都獲得勝利，讓塞琉古迴避與德米特里展開正面會戰，然而德米特里軍隊逃兵日益嚴重。最後在前285年德米特里只得遁入山中，終向塞琉古投降。德米特里就在軟禁三年後，於前283年過世。

### 掌控小亞細亞

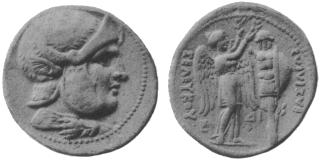
塞琉古一世的銀幣，上面用上面用希臘銘文：ΒΑΣΙΛΕΩΣ ΣΕΛΕΥΚΟΥ ，（國王塞琉古的）

在德米特里遭到擊敗後，反德米特里同盟旋即解散。利西馬科斯這時統治馬其頓、色雷斯和小亞細亞西部，但他的家庭存在一些糾紛。前284年，利西馬科斯處死了他的繼業人阿加托克利斯，王國陷入動盪。阿加托克利斯的遺孀呂珊德拉等人前往巴比倫投靠塞琉古一世，塞琉古認為這是個擊敗亞洲最後一個敵手利西馬科斯的好機會，並在前來宮廷避難的托勒密·克勞諾斯慫恿下，向利西馬科斯宣戰，並入侵利西馬科斯的小亞細亞領土。塞琉古一世此時已經高齡七十多歲了，前281年的呂底亞附近，利西馬科斯和塞琉古一世這兩個亞歷山大碩果僅存的繼業者在庫魯佩迪安戰役決戰。這場戰役史料記載不多，僅知道這兩個年邁的國王曾互相單打獨鬥。根據赫拉克利亞的門農（Memnon of Heraclea）描述，利西馬科斯最終被一個標槍射中而陣亡。這場戰役以塞琉古獲得勝利結束。
在利西馬科斯戰死後，塞琉古一世試圖處理小亞細亞各城邦和地方部族，小亞細亞當地有著不同的民族和政權，其中有希臘城邦、波斯貴族所統治的領地和各本地住民。塞琉古一世送給各城邦的少量書信目前還有保存著，透露當時各城邦派出大使覲見新統治者。這段期間塞琉古一世試圖擊敗卡帕多細亞當地的統治者，但沒有成功。另外原本是利西馬科斯的軍官菲萊泰羅斯掌控了帕加馬。
塞琉古一世相當受到歡迎，在利姆諾斯島的人民視塞琉古一世為解放者，甚至還建造一個聖殿來榮耀他。這時候塞琉古一世獲得另一個頭銜，即「救主」。另外塞琉古一世還在小亞細亞繼續建造許多都市，有些以他的名字命名。當塞琉古開始朝歐洲進軍時，塞琉古帝國在小亞細亞的統治基礎都尚未成穩固。

## 刺殺
除了埃及和準備要接收的馬其頓和色雷斯，現在塞琉古一世已經擁有亞歷山大所征服的大部分地區。塞琉古留下長子安條克管理亞洲的領土，並準備擔任馬其頓國王來度過為剩不多的晚年時光。前281年七月，當他橫越達達尼爾海峽，來到蓋利博盧半島的利西馬其亞附近，卻遭到托勒密·克勞諾斯的刺杀，結束他輝煌的一生。
在塞琉古一世逝世後，安條克接任塞琉古帝國王位，他建立一套對他父親崇拜信仰，這種對個人的膜拜一直延續到後期的塞琉古君主，塞琉古一世後來被當作神之子看待。在一篇銘文發現於伊利昂（Ilion），上頭勸誡祭司要向阿波羅和安條克家族獻祭。許多塞琉古一世的奇聞軼事在古代都相當風行。

## 腳註
1. ↑  F.W.Walbank，《希臘化世界》，上海人民出版社，ISBN 978-7-208-08903-7  P.37。提到「巴比倫尼亞歸屬塞琉古...」
2. ↑  John D. Grainger , "Seleukos Nikator: Constructing a Hellenistic Kingdom "– Page 2 ISBN 978-0-415-04701-2
3. 1 2 3  Grainger 1990, p. 2
4. ↑  Grainger 1990, p. 1
5. ↑  Grainger 1990, p. 3
6. ↑  Grainger 1990, p. 4–5
7. ↑  阿利安, 《亞歷山大遠征記》 卷五 (13),(15)
8. ↑  Grainger 1990, p. 9–10
9. ↑  阿利安, 《亞歷山大遠征記》 卷七 (4)
10. ↑  Grainger 1990, p. 12
11. ↑  阿利安, 《亞歷山大遠征記》 卷七 (22)
12. ↑  阿利安, 《亞歷山大遠征記》 卷七 (26)
13. ↑  Heckel p. 256
14. ↑  Grainger 1990, p. 19
15. ↑  Grainger 1990, p. 20–24
16. 1 2  Grainger 1990, p. 21–29
17. ↑  Bosworth p. 211
18. ↑  Grainger 1990, p. 30–32
19. ↑  Grainger 1990, p. 33–37
20. ↑  Grainger 1990, p. 39–42
21. ↑  Grainger 1990, p. 43
22. ↑  Grainger 1990, p. 44–45
23. ↑  Boyi p. 121
24. ↑  Grainger 1990, p. 49–51, Boiy p. 122
25. ↑  Grainger 1990, p. 53–55
26. ↑  .   [2010-03-30]. （原始内容存档于2016-10-01）.
27. ↑  Grainger 1990, p. 56–72
28. ↑  西西里的狄奧多羅斯, 《歷史叢書》, 19.90.
29. ↑  《巴比倫編年史》中的繼業者編年史, rev., iv.1'. （页面存档备份，存于）
30. ↑  Grainger 1990, p. 74–75
31. ↑  《巴比倫編年史》繼業者編年史, rev., iv.9-10' （页面存档备份，存于）; 關於軍隊數量，來自狄奧多羅斯的《歷史叢書》,19.91.
32. 1 2  Grainger 1990, p. 79; Boyi p. 126
33. ↑  《巴比倫編年史》中的繼業者編年史, rev., iv.11' （页面存档备份，存于）和狄奧多羅斯的《歷史叢書》,19.91.
34. ↑  Grainger 1990, p. 81
35. ↑  普魯塔克,《希臘羅馬英豪列傳:歐邁尼斯》記載，當時歐邁尼斯對於銀盾兵的自大和不馴無可奈何，但銀盾兵的戰力極為需要，於是歐邁尼斯聲稱亞歷山大大帝在他夢中顯靈，甚至在軍事會議中請示亞歷山大的座位，來讓他們聽任自己的命令。
36. ↑  Grainger 1990, p. 80
37. ↑  普魯塔克,《希臘羅馬英豪列傳:德米特里》 p.1613
38. ↑  Grainger 1990, p. 82–83
39. ↑  希羅多德,《歷史》,卷一,180
40. ↑  德米特里很可能是救援被托勒密攻擊的哈利卡那索斯，在普魯塔克的《希臘羅馬英豪列傳:德米特里》提到德米特里撤軍後，寫到他行軍前往哈利卡那索斯救援行動相當快速
41. ↑  Grainger 1990, p. 83; Boiy p. 127
42. ↑  Grainger 1990, p. 86
43. 1 2  Grainger 1990, p. 89-91
44. ↑  《巴比倫編年史》中的繼業者編年史, rev., iv.22'. （页面存档备份，存于）
45. ↑  .   [2010-03-30]. （原始内容存档于2019-01-15）.
46. 1 2 3 4  Grainger 1997, p. 54
47. ↑  Boiy p. 45
48. ↑  Grainger 1990, s.101
49. ↑  Grainger 1990, p. 50
50. ↑  Bosworth p. 246
51. 1 2 3  John Keay. . Grove 出版. 2001: 85–86. ISBN 978-0-8021-3797-5.
52. ↑  .   [2010-03-30]. （原始内容存档于2007-11-03）.
53. ↑  Adkins, Lesley and Roy A. (2005). 探索古希臘文明. p41。
54. ↑  .   [2010-03-30]. （原始内容存档于2009-02-03）.
55. ↑  根據老普林尼, 《博物志》 VI, 23 Archive.today的存檔，存档日期2012-12-10中提到：許多地理學家，事實上並認為印度的邊界僅在印度河，必須還加上阿拉霍西亞、阿利亞、帕洛帕米薩達、喀布爾河四個行省才是印度最廣疆域。然而，其他作家認為上述所有地區算是屬於阿利亞的範圍。
56. ↑  Debated by Tarn, "The Greeks in Bactria and India", p100
57. ↑  根據阿利安 《亞歷山大遠征記》 卷五 (6)  （页面存档备份，存于）中提到：麥加斯梯尼曾在阿拉霍西亞總督西比爾提亞斯家住過，他還在書裡寫著他那時候經常去拜訪印度國王散德拉科塔斯（即旃陀羅笈多·孔雀）。
58. ↑  老普林尼, 《博物志》 Book 6, Chap 17 also 老普林尼, 《博物志》, Book 6, Chap 21 的存檔，存档日期2013-07-28.
59. ↑  阿特納奧斯的《智者之宴》（Deipnosophistae）中提到：.....菲拉爾克斯（Phylarchus）證實這件事，並提起印度國王散德拉科塔斯（即旃陀羅笈多·孔雀）送給塞琉古一世許多禮物中，其中有一種就像魔力般，用了可以讓人產生驚人的愛慾欲望。另外有一些禮物效果完全相反，用了讓人對性愛倒胃口。
60. ↑  .   [2010-03-30]. （原始内容存档于2007-03-13）.
61. ↑  .   [2010-03-30]. （原始内容存档于2008-09-20）.
62. ↑  普魯塔克,《希臘羅馬英豪列傳:德米特里》 p.1616
63. ↑  .   [2010-03-31]. （原始内容存档于2017-10-04）.
64. 1 2 3 4 5  Grainger 1997, p. 55–56
65. ↑   本條目出自已經處於公有領域的：Easton, Matthew George. .  New and revised. T. Nelson and Sons. 1897.
66. ↑  普魯塔克,《希臘羅馬英豪列傳:德米特里》 p.1622
67. ↑  Peter Green, Alexander to Actium: The Historical Evolution of the Hellenistic Age, 1990, p 129
68. ↑  普魯塔克,《希臘羅馬英豪列傳:德米特里》 p.1632
69. ↑  普魯塔克,《希臘羅馬英豪列傳:德米特里》 p.1634
70. ↑  .   [2010-04-01]. （原始内容存档于2019-10-25）.
71. ↑  Graham Shipley. . Routledge. 1999: 301–302. ISBN 978-0-415-04618-3.

## 延伸閱讀
- John D. Grainger. . BRILL. 1997. ISBN 978-90-04-10799-1.
- A. B. Bosworth. . Oxford University Press. 2005. ISBN 978-0-19-928515-0.